# 巴拉诺夫斯基站
巴拉诺夫斯基站（羅馬化：Stantsia Baranovskiy）位于滨海边疆区巴拉诺夫斯基，距莫斯科雅罗斯拉夫尔站9198.4公里。本站1893年投入使用。

## 列车
- 99（100）次列车：莫斯科 - 海参崴
- 351（352）次列车：海参崴 - 苏维埃港